# Sjarief van Mekka
De sjarief van Mekka (met meerdere spellingsvarianten) of grootsjerief was de traditionele beschermer van de heiligste islamitische plaatsen van Mekka en Medina die tevens heerste over de twee steden en het omliggende gebied. De sjarief moest zorg dragen voor de bescherming tijdens de hadj, de jaarlijkse bedevaart naar Mekka.

## Geschiedenis
De positie was voorbehouden aan de Hasjemieten, een tribale clan. De sjariefs zijn directe afstammelingen van de profeet Mohammed.
De eerste Hasjemitische sjarief van Mekka werd in 1201 benoemd en de familie hield die positie meer dan 700 jaar. In 1517 erkende de sjarief het oppergezag van de Ottomaanse kalief, maar hij behield een grote mate van autonomie.
Het sjarifaat werd uiteindelijk in de nasleep van de Eerste Wereldoorlog verslagen. De toenmalige sjarief, Hoessein bin Ali, koos eerst de kant van de Ottomanen en hun partners de Duitsers. T.E. Lawrence, beter bekend als Lawrence van Arabië, wist hem echter over te halen aan de Britse kant mee te vechten, in ruil voor de belofte dat de Arabieren een onafhankelijke staat zouden krijgen, waarvan Hoessein koning zou worden. Het Ottomaanse Rijk werd verslagen en de Hasjemieten kregen (beperkte) controle over Irak en Transjordanië.
Uiteindelijk werd Hoessein bin Ali in 1924 verslagen door Abdoel Aziz al Saoed, de leider van de wahabietische Saoedi's. Door zijn steun aan de Britten had hij in de ogen van deze fundamentele moslims zijn plichten verzaakt en waren zij tegen hem in opstand gekomen.
De Saoedische koninklijke familie is sindsdien de beschermer van de heilige plaatsen. Ze zijn echter geen directe afstammelingen van de profeet en kunnen daarom de titel sjarief niet opeisen.
Sjarief is ook een stamtitel gegeven aan zij die dienen als beschermer van de stam en al zijn bezittingen, land en dergelijke.